# 1651 год в России
Царствование: 1645—1676 — Алексея Михайловича

## События
- 1651—1653 — начался русско-персидский конфликт. Вооружённый конфликт на Северном Кавказе, связанный с планами Сефевидов укрепить свои позиции в этом регионе и вытеснить Россию[1].
- 9 февраля — Церковный Собор, осуществил ряд мер, направленных на упорядочение богослужения, ввёл строгую чинность в богослужении, "единогласное" чтение и пение (запрет на одновременное совершение нескольких чинопоследований), греческие и киевские распевы, устную проповедь (см.также 1649 год)[2].
  - 28 Февраля (10 марта) — Алексей Михайлович впервые предложил Земскому собору обсудить многочисленные нарушения Речью Посполитой одного из условий Поляновского мира 1634 года — неверное титулование русского царя в польско-литовских документах, а также просьбы Богдана Хмельницкого принять Запорожское войско в русское подданство. Земский собор одобрил воссоединение Украины с Россией в ответ на письмо царю гетмана Богдана Хмельницкого с просьбой «о принятии Войска Запорожского под высокую государеву руку»[3][4].
- Весна — русское правительство надеясь "междуусобье успокоить" дипломатическим путём, предложило выступить посредником между восставшими запорожскими казаками и правительством Речи Посполитой. В то же время русское правительство отказало Речи Посполитой в военной помощи против казаков[4].
- Июль — Томский воевода М. Волынский в июле доносил царю Алексею Михайловичу, что посылал в Телеутскую землицу кузнецкого казака Афанасия Попова с небольшим отрядом. Попов вернулся в Кузнецкий острог с посланником местного князя Чекуро, который «бил челом Государю» и просил, чтобы ему «велено было на устье Бии и Катуни рек острог поставить» и собирать дань с окрестных земель.
- Вступил в подданство России царь Имерети Александр.
- 1651—1652 — русское посольство во главе с Прончищевым Афанасием Осиповичем в Краков с целью добиться наказания польских вельмож виноватых в неточности написания в официальных документах титула русского царя (были опущены упоминания о подчинении ему карталинских и грузинских царей, а также Кабарды)[5].
- Русское посольство в Могольскую империю не пропущено через Иран.
- 2 (12) июня  — в Новоспасском монастыре, отпет патриархом Иосифом Черкасский Дмитрий Мамстрюкович[6].
- Мощи Анны Дмитриевны (ум. 1368), великой княгини, лично перенесены царём в новый Воскресенский собор в Кашине[7].
- Пожалование Думным дворянином: Гавренёв Иван Астафьевич, Елизаров Фёдор Кузьмич, Кондырев Ждан Васильевич[8].
- Пожалованы окольничеством: Долгоруков Дмитрий Алексеевич, Стрешнев Семён Лукьянович,  Хворостинин Фёдор Юрьевич[8].
- Пожалованы боярством: Волконский Фёдор Фёдорович (ум. 1665), Хилков Иван Васильевич (ум. 1655)[8].
- Местничество: 
  - Пушкин Григорий Гаврилович, Пушкин Степан Гаврилович против Долгоруков Юрий Алексеевич и Долгоруков Дмитрий Алексеевич[9].
  - 30 марта — царский указ "О взыскании штрафа с К.В. Ромодановского за несправедливое местничество против В. Бутурлина"[10].
  - Царский указ "О наказании за непринятие чина"[10].

## Землепроходцы
- Экспедиция Семёна Дежнёва[11].
- Второй поход Хабарова Ерофее Павловича на р. Амур (1650-1653. Первый в 1649-1650)[12]:
  - Зима 1650/1651 — Ерофей Хабаров строит дощатники[12].
  - Июнь — Хабаров двинулся вниз по течению р. Амур, приведя к повиновению ряд местных племён[12].
  - Сентябрь — экспедиция Хабарова достигла земель нанайцев, где был основан Ачанский острожек (сов. исследователи помещают его на левом берегу р. Амур, выше сов. г. Амурск), откуда Хабаров совершал выходы за ясаком[12].

- 1651—1653 — Стадухин М.В. прошёл на лыжах и нартах 1500 км., от бассейна реки Анадырь до устья реки Пенжина, открыв Пенжинскую губу и залив Шелихова Охотского моря[13].

## Города и поселения
- 1651—1653 — перестроена Осташковская крепость (стала иметь 16 башен, из которых 4 воротные)[14].
- Основан Иркутск[3].
- Боярин Б. И. Морозов (бывший воспитатель царя Алексея) строит подмосковный железоделательный завод на реке Истре[3].

## Руководители приказов
| Года      | Приказ                    | Ф,И,О главы                     | Примечание      |
| --------- | ------------------------- | ------------------------------- | --------------- |
| 1651-1652 | Разбойный приказ          | Батурлин Василий Васильевич     |                 |
| 1651-1655 | Земский приказ            | Хитрово Богдан Матвеевич        |                 |
| 1648-1654 | Царская мастерская палата | Ртищев Фёдор Михайлович Большой |                 |
| 1648-1665 | Стрелецкий приказ         | Милославский Илья Данилович     | Боярин          |
| 1648-1666 | Большой казны             | Милославский Илья Данилович     | Боярин          |
| 1649-1666 | Иноземский приказ         | Милославский Илья Данилович     | Боярин          |
| 1649-1667 | Аптекарский приказ        | Милославский Илья Данилович     | Боярин          |
| 1650-1658 | Рейтарский приказ         | Милославский Илья Данилович     | Боярин          |
| 1648-1654 | Сыскной приказ            | Долгоруков Юрий Алексеевич      |                 |
| 1650-1654 | Пушкарский приказ         | Долгоруков Юрий Алексеевич      |                 |
| 1630-1661 | Разрядный приказ          | Гавренёв Иван Афанасьевич       | Думный дворянин |
| 1650-1653 | Владимирский судный       | Шереметев Василий Петрович      | Боярин          |

## Воеводы[22]
Города по алфавиту
| Года      | Город     | Ф,И,О воеводы                  | Примечание |
| --------- | --------- | ------------------------------ | ---------- |
| 1651      | Алаты     | Палибин Иван Максимович        | Казанец    |
| 1651      | Алатырь   | Кафтырев Матвей Васильевич     |            |
| 1648-1651 | Алексин   | Дашков Емельян Захарьевич      |            |
| 1650-1651 | Алешня    | Бунаков Василий Сидорович      |            |
| 1651      | Аргаш     | Бурцов Фёдор                   | Свияженин  |
| 1651-1653 | Арзамас   | Опухтин Аверкий Сидорович      |            |
| 1651      | Арск      | Кровков Иван Осипович          |            |
| 1650-1651 | Астрахань | Рыбин-Пронский Михаил Петрович | Боярин     |
| 1651-1653 | Атемар    | Леонтьев Фёдор Иванович        | Стольник   |
| 1649-1651 | Болхов    | Кошелев Иван Семёнович         | Козлитин   |
| 1651      | Болхов    | Щепотев Давыд Фёдорович        |            |
| 1650-1651 | Боровск   | Бердяев Афанасий Лукьянович    |            |
| 1651      | Брянск    | Велико-Гагин Данила Степанович | Стольник   |
| 1651-1653 | Бежецк    | Ловчиков Богдан Иванович       |            |
| 1650-1651 | Белгород  | Репнин Борис Александрович     | Боярин     |
| 1651      | Белёв     | Быков Юрий Захарьевич          |            |

## Родились
- Голицын, Борис Алексеевич (29 июля 1651 — 18 октября 1714, Флорищева пустынь) — боярин, глава приказа Казанского дворца, воспитатель Петра I.
- Димитрий Ростовский (1651, Макаров, Речь Посполитая — 28 октября 1709, Ростов) — епископ Русской Церкви; духовный писатель.
- Нарышкина, Наталья Кирилловна (22 августа [1 сентября] 1651 — 25 января [4 февраля] 1694) — царица, вторая жена царя Алексея Михайловича, мать Петра I[23].
- Нестеров, Алексей Яковлевич (род. 1651 — январь 1724, Санкт-Петербург) — обер-фискал Российской империи (с 1715).

## Умерли
- Бутурлин, Тимофей Фёдорович (? — 1651) — стольник, окольничий и воевода.
- Заболоцкий, Ерофей (? — 1651) — боярский сын, тобольский посол к монгольскому хану.
- Иов Почаевский (ок. 1551, Коломыя — 28 октября 1651, Почаев) — православный святой.
- Моисей ум. 15 [25] февраля 1651) — епископ Русской православной церкви, архиепископ Рязанский и Муромский.
- Черкасский, Дмитрий Мамстрюкович (ум. 1651) — русский военный и государственный деятель, боярин (с 1619), ближний боярин и воевода, деятель Смутного времени[6].